# Heathen
| 전문가 평가          | 전문가 평가 |
| 총 점수              | 총 점수     |
| 출처                 | 점수        |
| -------------------- | ----------- |
| 메타크리틱           | 68/100      |
| 평가 점수            |             |
| 출처                 | 점수        |
| AllMusic             | [ 4 ]       |
| Blender              | [ 5 ]       |
| Entertainment Weekly | B+          |
| The Guardian         | [ 7 ]       |
| NME                  | 8/10        |
| Pitchfork            | 7.8/10      |
| Q                    | [ 10 ]      |
| Rolling Stone        | [ 11 ]      |
| Spin                 | [ 12 ]      |
| The Village Voice    | C+          |

《Heathen》(uǝɥʇɐǝɥ로 양식화함)은 2002년 6월 11일에 발매된 영국의 음악가 데이비드 보위의 스물두 번째 스튜디오 음반이다. 이 음반은 《Tonight》 (1984년) 이후 그의 최고 차트 음반 (14위)이 됨으로써 미국 시장에서 그의 컴백으로 여겨졌다. 또한 강한 평을 받았다. BBC는 이 음반의 타이틀 곡이 "보위가 아직 무뚝뚝하게 지휘할 수 있다는 것을 보여주며, 그가 시작한 지 30년이 넘은 매우 개인적인 성향에 영향을 주었다"고 말했다. 전세계적으로 이 음반은 2백만 장 이상 팔렸고 4개월간의 영국 차트를 경험했다. 2001년 9·11 테러 이전에 제작이 시작되었지만, 그 날짜 이후 음반이 완성되어 콘셉트에 영향을 끼쳤다.

## 라이브 퍼포먼스
보위는 2002년 하반기에 그의 Heathen Tour와 몇몇 TV 라이브 공연을 위해 그의 음반을 길에서 가져갔다.

## 곡 목록
모든 곡들은 특별한 언급이 없는 한 데이비드 보위에 의해 작사/작곡하였다.
| #   | 제목                                    | 작사·작곡     | 재생 시간 |
| --- | --------------------------------------- | ------------- | --------- |
| 1.  | 〈Sunday〉                              |               | 4:45      |
| 2.  | 〈Cactus〉                              | 블랙 프랜시스 | 2:54      |
| 3.  | 〈Slip Away〉                           |               | 6:05      |
| 4.  | 〈Slow Burn〉                           |               | 4:41      |
| 5.  | 〈Afraid〉                              |               | 3:28      |
| 6.  | 〈I've Been Waiting for You〉           | 닐 영         | 3:00      |
| 7.  | 〈I Would Be Your Slave〉               |               | 5:14      |
| 8.  | 〈I Took a Trip on a Gemini Spaceship〉 | 노먼 칼 오담  | 4:04      |
| 9.  | 〈5:15 The Angels Have Gone〉           |               | 5:00      |
| 10. | 〈Everyone Says 'Hi'〉                  |               | 3:59      |
| 11. | 〈A Better Future〉                     |               | 4:11      |
| 12. | 〈Heathen (The Rays)〉                  |               | 4:16      |

## 인증
| 국가                       | 인증 | 판매량/출하량 |
| -------------------------- | ---- | ------------- |
| 프랑스 (SNEP)              | 골드 | 132,300       |
| 영국 (BPI)                 | 골드 | 100,000^      |
| 미국                       | —    | 180,000       |
| 요약                       |      |               |
| 전세계                     | —    | 1,000,000     |
| ^출하량을 기반으로 한 인증 |      |               |